# Carl Libert Wallentin

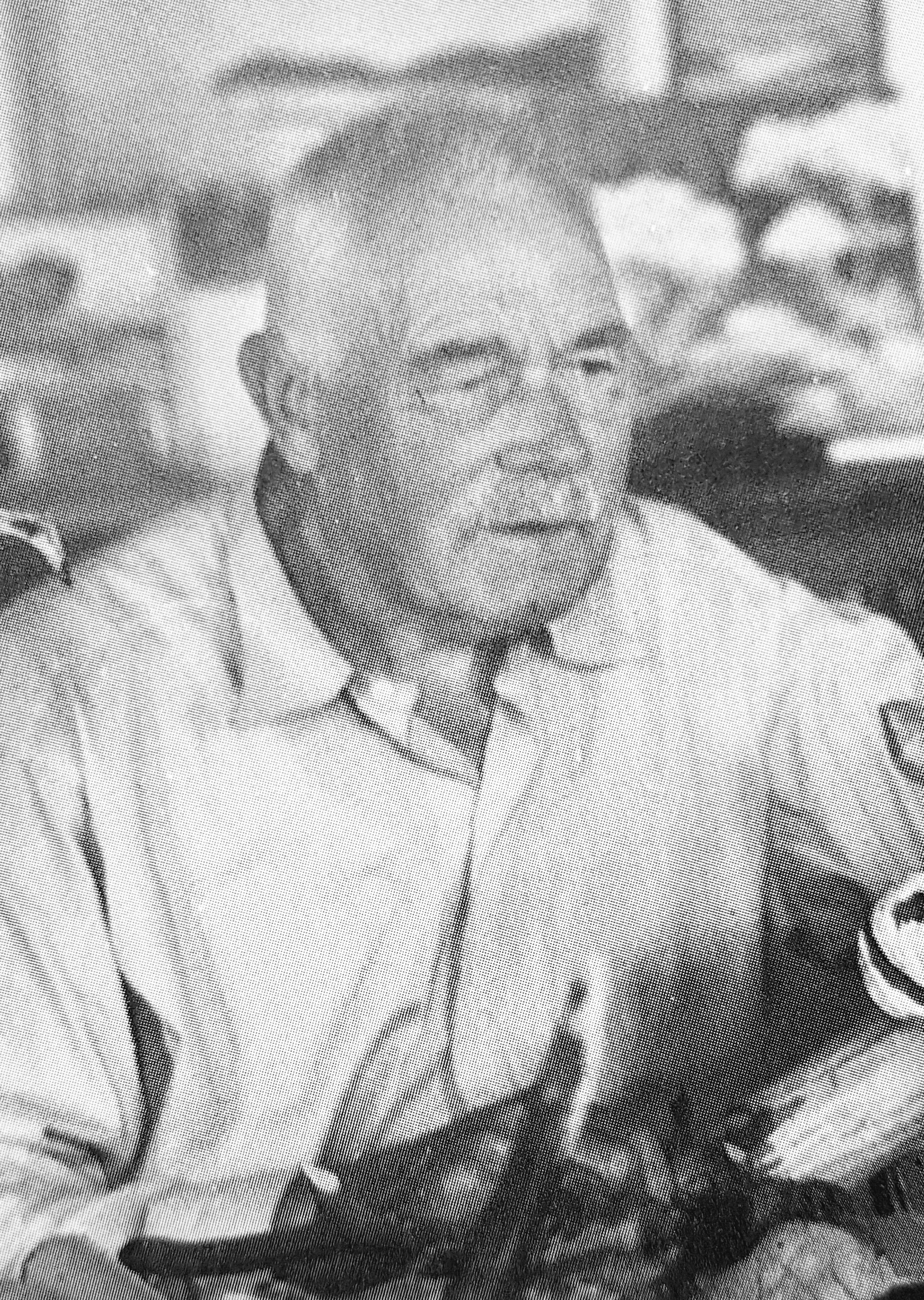
Carl Libert Wallentin

Carl Libert Wallentin (ursprungligen Johannesson), född 4 mars 1879 i Gånarp, Tåstarps socken, Kristianstads län, död 29 januari 1970 i Mölle, Brunnby församling, Malmöhus län, var en svensk målarmästare, målare och skulptör.
Han var son till lantbrukaren Johannes Nilsson och Kristina Olsdotter och från 1905 gift med Amanda Persson samt far till Gunnar Wallentin. Han var verksam som yrkesmålare och blev konstnär några år före sin pensionering. Separat ställde han ut på Höganäs museum 1961 och han medverkade i samlingsutställningar arrangerade av Kullens konstförening. Hans bildkonst består av figurer, stilleben och landskap utförda i olja eller akvarell men han arbetade huvudsakligen som skulptör i sten och trä.  